# 百煉鋼
百炼钢是一種煉鋼工藝，是指將炒铁反复折叠和锻打，控制碳含量以鍛造成鋼的過程。經此過程形成的鋼也叫作百煉鋼。百炼钢這個名字後來深入到文學中。西晋刘琨曾在《重赠卢谌》中寫下「何意百炼钢，化为绕指柔」，成語千锤百炼和百炼成钢也來自於百炼钢。